# Strada statale 458 di Casalborgone
La ex strada statale 458 di Casalborgone (SS 458), ora strada provinciale 458 di Casalborgone (SP 458), è una strada provinciale italiana.

## Percorso

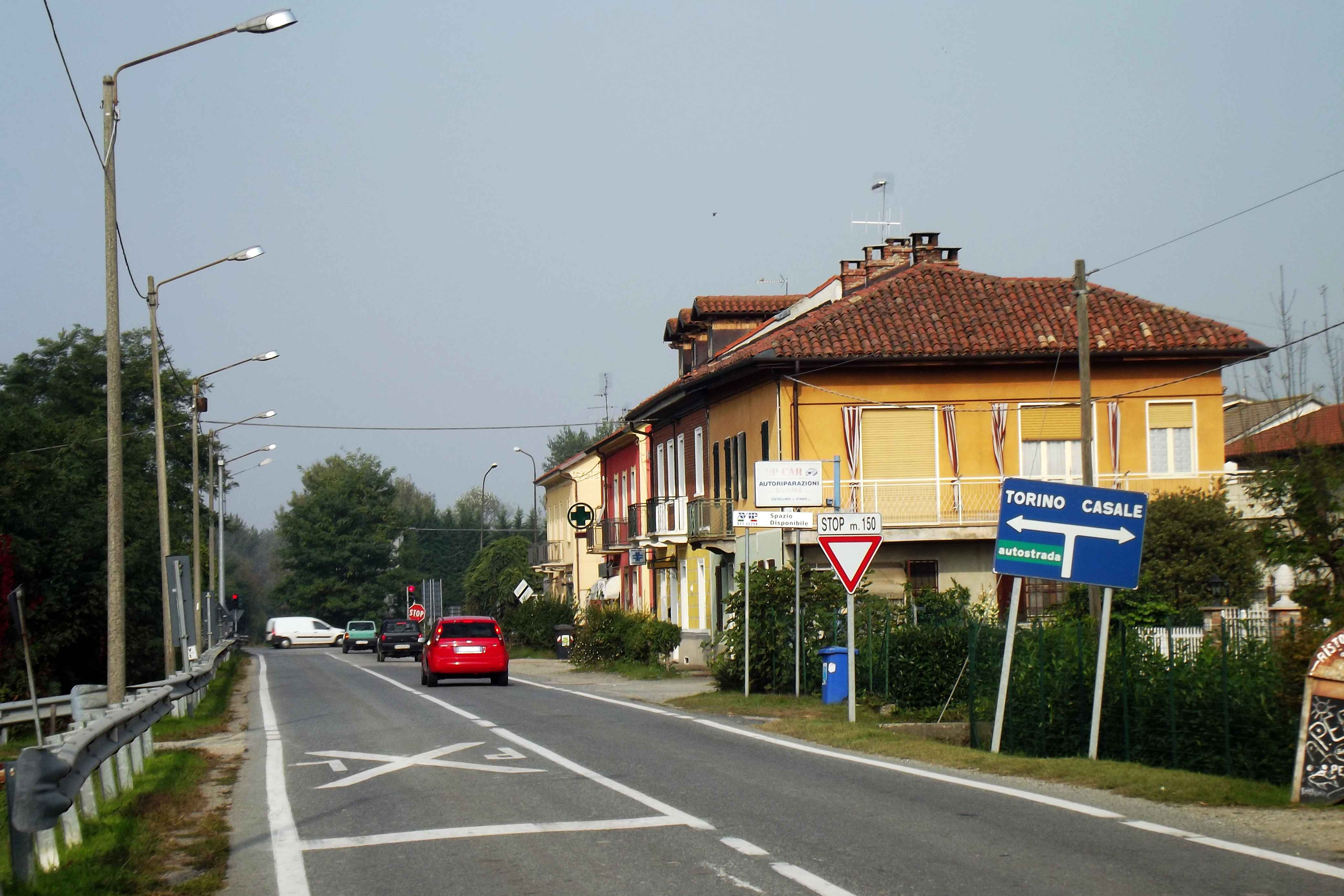
Confluenza nella ex SS 590 della Val Cerrina (San Sebastiano da Po)

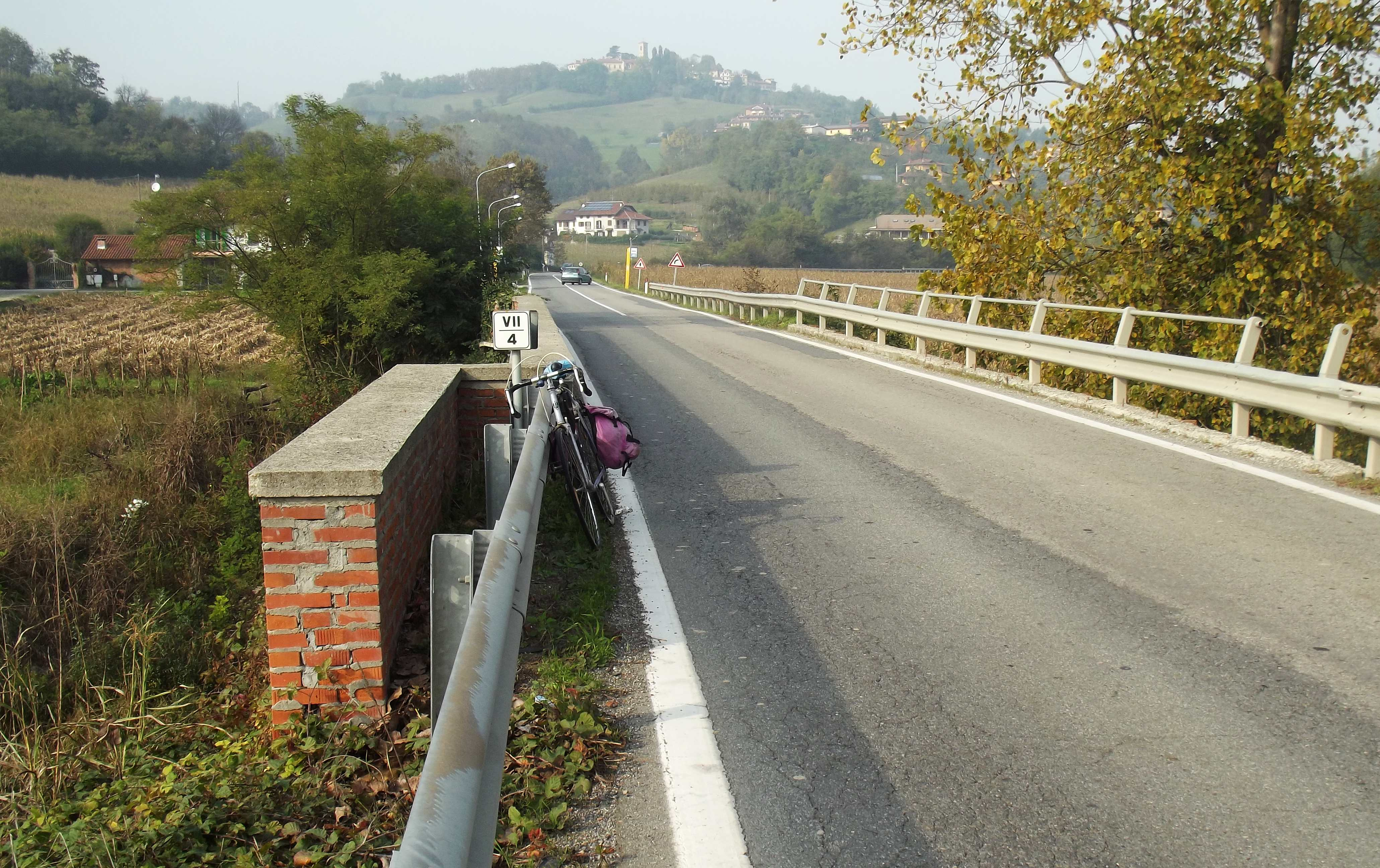
Il ponte sul torrente Leona

Ha origine a San Sebastiano da Po, dalla ex strada statale 590 della Val Cerrina, e rappresenta un importante collegamento con Asti; attraversa il centro abitato di Casalborgone, che dà il nome alla strada, quindi affronta una salita ripida e tortuosa per entrare nell'astigiano, scendendo poi attraverso il territorio di Aramengo.
Dopo la discesa nella Valtriversa, la strada scorre rettilinea a fondo valle, senza attraversare i capoluoghi comunali posti sulle colline. La strada tocca dunque i territori di Cocconato, Passerano Marmorito e Cerreto d'Asti, attraversa Gallareto di Piovà Massaia, prosegue ai piedi di Piea e risale verso Cortanze, entrando nella val Rilate. Dopo aver attraversato i territori di Montechiaro d'Asti, Chiusano d'Asti e Settime, giunge in pochi chilometri ad Asti, dove si immette sulla ex strada statale 10 Padana Inferiore.
Al momento dell'istituzione, nel 1964, il percorso comprendeva anche il tratto iniziale che partiva dalla strada statale 11 Padana Superiore nel centro di Chivasso, attraversava il Po e lo seguiva fino a San Sebastiano. Nel 1969, con la creazione della strada statale 590, il tratto lungo il Po fu assorbito da essa.
In seguito al decreto legislativo n. 112 del 1998, dal 2001 la gestione è passata dall'ANAS alla Regione Piemonte che ha provveduto all'immediato trasferimento dell'infrastruttura alla Provincia di Torino e alla Provincia di Asti per le tratte territorialmente competenti.